# تحالف الحرباء
تحالف الحرباء (بالفرنسية: Alliance Caméléon)‏ هو تحالف سياسي في بنين.

## التاريخ
وشُكل التحالف لخوض الانتخابات البرلمانية عام 1995، وتألف من جبهة الإنقاذ الوطني والاتحاد الوطني للتضامن والتنمية والحزب الديمقراطي للاتحاد الوطني واتحاد قوى التقدم. حصل على 1.5 ٪ من الأصوات، وفاز بمقعد واحد. وشغل المقعد زعيم الاتحاد الوطني للتضامن والتنمية أدولف بياو.
تم إصلاح التحالف تحت قيادة فرانسيس دا سيلفا لخوض الانتخابات البرلمانية لعام 2015 . ومع ذلك، فشل في الفوز بمقعد.